# Abdulhak Hamid Tarhan
Abdulhak Hamid Tarhan (n. 1852 – d. 1937) face parte din cea de-a doua generație de poeți ai Tanzimatului, fiind socotit a fi cel mai mare bard al literaturii turce.

## Date biografice
S-a născut pe 2 ianuarie la Istanbul. Din cauza călătoriilor repetate ale părinților, care erau funcționari de stat, poetul nu a putut să primească o educație obișnuită.  Abdulhak Hamid Tarhan și-a pierdut soția, bolnavă de tuberculoză, în timp ce se întorcea din India în țară. A fost nevoit să o îngroape în Beirut și a stat la căpătâiul ei timp de patruzeci de zile.
Face parte dintr-o familie cu rădăcini în literatura turcă, tatăl său scriind prima lucrare dramatică cunoscută până la ora actuală, în perioada Tanzimatului: Aventura lui Ibrahim-pașa cu Gulșeni „Hikâye-i Ibrahim Pașa ile Ibrahim Gulșeni”.
Moare pe 13 aprilie în Istanbul.

## Tanzimat
Începând cu anul 1860 în cadrul imperiului otoman se vor produce schimbări cu efecte benefice atât pe plan social și economic, cât și în ceea ce privește literatura. În această perioadă numită Tanzimat, pătura intelectuală va lupta prin intermediul literaturii să modernizeze statul turc și să-l apropie de Occident, intrând în conflict cu marele vizir de la acea vreme, Ali-pașa, care era prea conservator.

## Operă
- Mormântul „Makber”
- O aventură de amor „Macera-i așk”
- Fetița tandră „Iҫli kız”
- Răbdare și constanță „Sabr-u Sebat”
- Tânăra hindusă „Duhter-i Hindu”
- Cucerirea Andaluziei  „Tarih veya Endulus fethi”
- Ibn Musa sau Zatul-Gemal
- Amintiri din război
- Yadigâr- i harb
- Nazife
- Nesteren
- Eșber
- Tezer sau Abdul Rahman al II-lea „Tezer yahut Abdurrahman-i salis”
- Libertate
- Turban
- Sardanapal
- Abdullah Uș-sagir
- Remușcările lui Soliman Magnificul „Kanuninin vicdan azabı”
- Finten

## Contribuții literare
Operele sale reflectă o întreagă paletă de reflecții metafizice, lăsând temele politice pe plan secund. 
Tema morții este explorată de Abdulhak Hamid Tarhan, considerat a fi cel mai de seamă poet liric turc. Durerea cauzată de pierderea soției a dat naștere poeziei Mormântul „Makber”, o capodoperă a literaturii turce. Mai târziu a fost pusă pe note, fiind foarte apreciată și răspândindu-se foarte rapid.
Prin prisma nuanțelor sale lirice, acest cântec se aseamănă cu romanțele alcătuite pe baza unora din poeziile lui Eminescu. Poetul mai abordează și teme precum: viața, cosmosul, materia, sufletul, destinul creației, existența, revolta împotriva divinității.
Începând cu a doua generație de scriitori ai Tanzimatului, tema naturii va ocupa o poziție superioară în literatura turcă și va căpăta o valență nouă sub influențele romantismului european. Până în anul 1880 operele dramatice nu erau complexe sub aspectul limbii și al stilului, deoarece se apropiau de limba vorbită. Abdulhak Hamid Tarhan va milita pentru abandonarea acestei practici și datorită lui se va ajunge la renunțarea ei.
Datorită lui Namık Kemal, Abdulhak Hamid Tarhan se va orienta către drama istorică, însă în mod paradoxal va fi nevoit să neglijeze limbajul pentru a putea să le pună pe scenă. Încă de la debutul său artistic alege să se îndepărteze de realitățile societății turce.
Felul său de a fi este o reacție la  metoda conservatoare și persecutoare la adresa scriitorilor progresiști de la acea vreme a sultanului Abdulhamid al II-lea. Va devia teatrul turc de la tendința socială către o concepție individualistă și de caractere.
Opera de debut a scriitorului se numește O aventură de amor „Macera-i așk”, urmată de trei opere dramatice: Fetița tandră „Iҫli kız” (1874), Răbdare și constanță „Sabr-u Sebat” (1874) și Tânăra hindusă „Duhter-i Hindu” (1875).
Acțiunea operei O aventură de amor are loc în India, peisajele exotice de basm fiind aproape omniprezente în lucrările sale. Această trăsătură a fost influențată de anumite traduceri din literatura universală precum: Atala, Paul și Virginia, Robinson Crusoe, dar și de anii petrecuți în India și Iran din cauza unor misiuni diplomatice ale tatălui său, iar mai târziu ale sale. Următoarele două opere se inspiră din realități sociale . În Fetița tandră autorul face uz de expresii, zicători, proverbe, ajungând chiar să abuzeze de ele. În Război și constanță este sesizabilă influența operei lui [Namık Kemal], Bietul copil „Zavallı ҫocuk”. După aceste două excepții, autorul se întoarce la atmosfera exotică specifică lucrărilor sale și scrie Fata hindusă. Această operă creionează și lupta indienilor împotriva colonialismului englez.
Autorul va alege să expună și subiecte inspirate din istoria și obiceiurile altor popoare. În introducerea piesei Fata hindusă, autorul își explică opțiunea, spunând că existența și datinile propriului popor reprezintă o temă mult prea familiară și plictisitoare pentru publicul larg. Afirmând acestea Abdulhak Hamid transmitea că un scriitor trebuie să apeleze la istoria și tradițiile altor națiuni pentru a deveni interesanți. Din aceleași considerente se orientează către istoria antică a orientului. Aceste opere sunt: Cucerirea Andaluziei  „Tarih veya Endulus fethi” (1879), Ibn Musa sau Zatul-Gemal (1917), Amintiri din război Yadigâr-i harb (1917), Nazife (1876-1917), Nesteren (1877), Eșber (1880), Tezer sau Abdul Rahman al II-lea „Tezer yahut Abdurrahman-i salis” (1880), Libertate (1913), Turban (1916), Sardanapal (1917), Abdullah Uș-sagir (1917), Remușcările lui Soliman Magnificul „Kanuninin vicdan azabı”, ultima vorbind despre remușcările unui sultan, care din cauza intrigilor urzite de soția sa își trimisese la moarte propriul fiu.
O singură operă istorică care îi aparține reprezintă o excepție de la această regulă: Finten, care relatează viața societății engleze de la sfârșitul secolului al XIX-lea.
Toate creațiile sale sunt drame, abatere de la regulă fiind piesa Răbdare și constanță. Piesele de factură istorică sunt puternic înrăurite în drama romantică. Sunt piese în care influența lui Shakespeare este mai mult decât evidentă. Două exemple elocvente sunt: Eșber care seamănă cu Horace iar Nesteren cu Cidul. Caracterele definesc esența operei lui Addulhak Hamid Tarhan.